# Sjanghaja
Sjanghaja innebär att lura eller kidnappa sjömän för tvångsmönstring på ett fartyg. Termen kan även användas bildligt. 
Ordet "sjanghaja" är belagt i svenska språket sedan  1914 och kommer från engelskans ord med samma betydelse. Ytterst kommer ordet från den kinesiska hamnstaden Shanghai dit många av skeppen var på väg. 
Termen har sitt ursprung på den amerikanska västkusten där individer utan skrupler, främst under mitten av 1800-talet, lurade sjömän till  att gå till sjöss, vanligen genom att dricka dem redlösa och sedan få dem att skriva på för hyra till någon fjärran ort och därefter lämna över dem till en skeppare. Det kunde vara en lukrativ affär där betalningen antingen var en fast summa per sjöman eller genom att den som såg till att mönstra en annan besättningsman fick dennes första månadslöner. En lag från 1915 satte till slut stopp för det här tillvägagångssättet i USA, men då hade införandet av ångbåtar redan minskat efterfrågan på sjömän och därmed också marknaden för sjanghajade sådana.
Bruket har funnits på andra håll i världen, men då som regel gått under andra namn, i Storbritannien, där flottan stod för efterfrågan, kallades det exempelvis impressment (och upphörde som bruk efter Napoleonkrigen, 1814).